# Tirumala
Genre
Tirumala est un genre de lépidoptères (papillons) appartenant à la famille des Nymphalidae et la sous-famille des Danainae et à la tribu des Danaini.

## Dénomination
Le nom  Tirumala leur a été donné par Frederic Moore en 1880.
En anglais ils se nomment les Blue Tigers.

## Liste des espèces

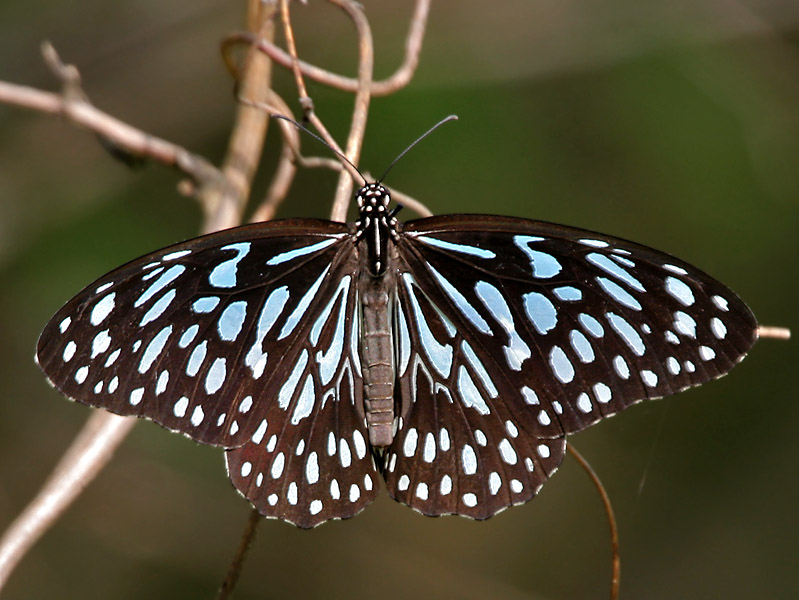
Tirumala septentrionis

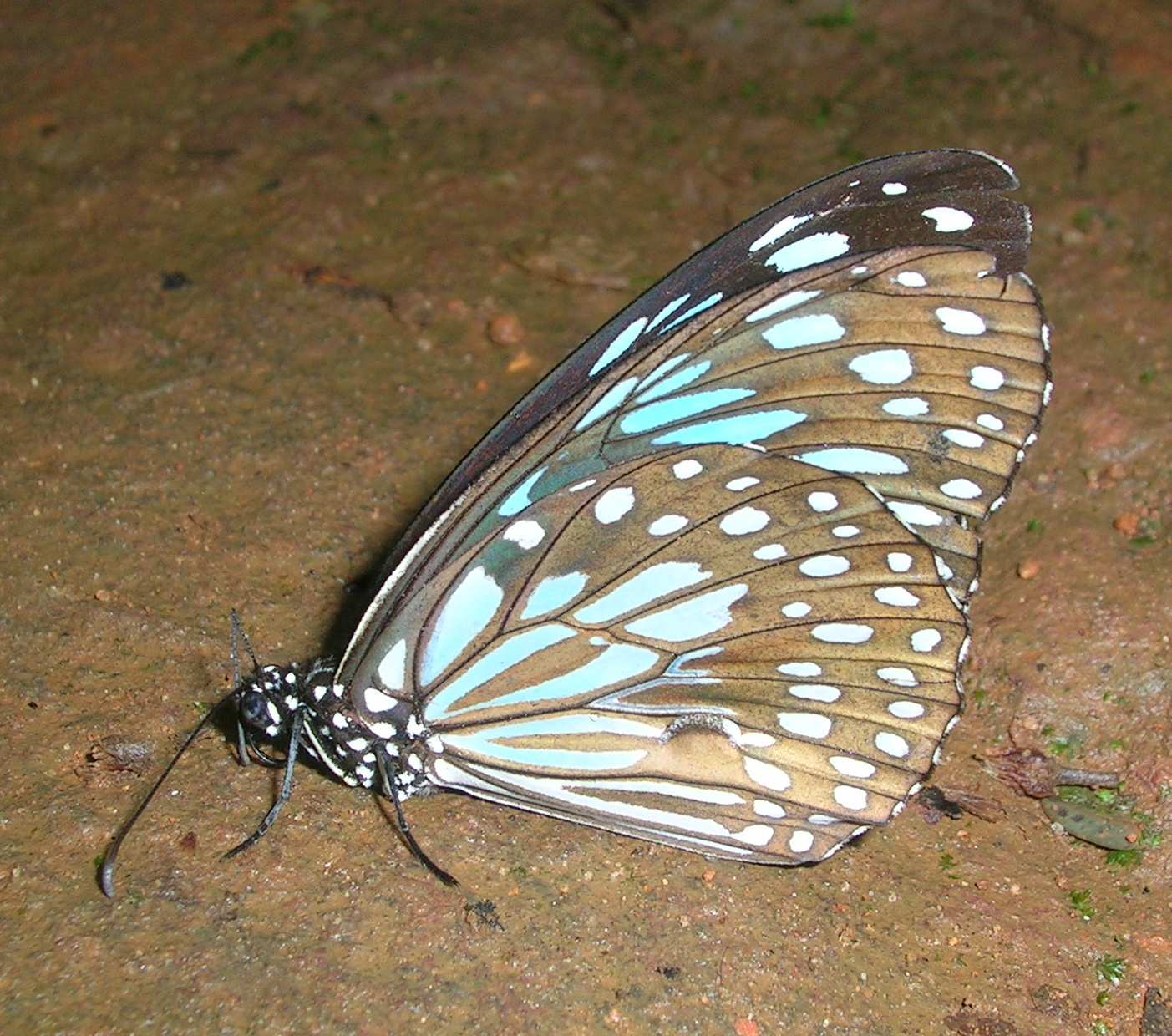
revers de Tirumala septentrionis

- Tirumala alba Chou et Gu, 1994; dans le Hainan en Chine.
- Tirumala choaspes
  - Tirumala choaspes choaspes
  - Tirumala choaspes kalawara Martin, 1913;
  - Tirumala choaspes kroeseni Martin, 1910;
  - Tirumala choaspes oxynthas Fruhstorfer, 1911;
  - Tirumala choaspes tumanana Semper, 1886;
- Tirumala gautama (Moore, 1877) en Indochine.
  - Tirumala gautama gautama
  - Tirumala gautama gautamoides Doherty, 1886
- Tirumala euploeomorpha (Howarth, Kawazoé & Sibatani, 1976) présent aux Salomon.
- Tirumala ishmoide Moore, 1883; présent à [Sulawesi].
  - Tirumala ishmoide ishmoide; présent aux Philippines.
  - Tirumala ishmoide sontius Fruhstorfer; présent aux Philippines.
  - Tirumala ishmoide strymon Fruhstorfer, 1911; présent aux Philippines.
  - Tirumala ishmoide trasinanus Fruhstorfer, 1911; présent aux Philippines.
  - Tirumala ishmoide vetus Talbot, 1943; présent aux Philippines.
- Tirumala hamata (MacLeay, 1826)
  - Tirumala hamata hamata
  - Tirumala hamata coarctata (Joicey & Talbot, 1922)
  - Tirumala hamata insignis Talbot, 1943;
  - Tirumala hamata leucoptera (Butler, 1874);
  - Tirumala hamata melittula (Herrich-Schäffer, 1869);
  - Tirumala hamata moderata (Butler, 1875); présent en Nouvelle-Calédonie[1]
  - Tirumala hamata neptunia (C. & R. Felder, 1865);
  - Tirumala hamata nigra (Martin, 1910);
  - Tirumala hamata obscurata (Butler, 1874);
  - Tirumala hamata pallidula (Talbot, 1943);
  - Tirumala hamata paryadres Fruhstorfer, 1910;
  - Tirumala hamata subnubila Talbot, 1943;
- Tirumala septentrionis
  - Tirumala septentrionis septentrionis présent dans le nord de l'Inde, en Malaisie, en Thaïlande, au Viêt Nam, au Laos, dans le sud de la Chine et à Taïwan.
  - Tirumala septentrionis dravidarum (Fruhstorfer, 1899) présent dans le sud de l'Inde
  - Tirumala septentrionis musikanos (Fruhstorfer, 1910) présent à Sri Lanka.
  - Tirumala septentrionis myrsilos (Fruhstorfer, 1910) présent à Java, dans les îles de la Sonde et à Bali.
  - Tirumala septentrionis microsticta (Butler, 1874) dans le nord de Bornéo.
  - Tirumala septentrionis valentia (Fruhstorfer, 1911) à Mindanao (îles des Philippines).
- Tirumala limniace
  - Tirumala limniace limniace présent en Indochine, dans le sud de la Chine et à Taïwan.
  - Tirumala limniace  bentenga (Martin, 1910) présent à Selayar
  - Tirumala limniace conjuncta (Moore, 1883) présent à Java et à Bali.
  - Tirumala limniace exotic (Gmelin, 1790) présent au Sri Lanka, en Thaïlande, au Viêt Nam, au Laos et en Malaisie.
  - Tirumala limniace leopardus (Butler, 1866) présent en Inde et à Sri Lanka.
  - Tirumala limniace makassara (Martin, 1910) présent à Sulawesi.
  - Tirumala limniace orestilla (Fruhstorfer, 1910) présent aux Philippines.
  - Tirumala limniace vaneeckeni (Bryk, 1937) présent à Wetar et à Timor.
- Tirumala petiverana (Doubleday, [1847]); présent en Afrique tropicale.
- Tirumala formosa (Godman, 1880); en Afrique tropicale
  - Tirumala formosa formosa
  - Tirumala formosa mercedonia (Karsch, 1894)
  - Tirumala formosa morgeni (Honrath, 1892); au Cameroun.
  - Tirumala formosa neumanni (Rothschild, 1902); en Éthiopie.

### Source
- funet